# LO Возничего
LO Возничего (лат. LO Aurigae) — одиночная переменная звезда в созвездии Возничего на расстоянии (вычисленном из значения параллакса) приблизительно 2854 световых лет (около 875 парсеков) от Солнца. Видимая звёздная величина звезды — от +17,5m до +11,7m.

## Характеристики
LO Возничего — красная пульсирующая переменная звезда, мирида (M) спектрального класса M9. Эффективная температура — около 3284 К.